# Polixo (sacerdotessa)
Segons la mitologia grega, Polixo (en grec antic Πολυξώ) va ser una sacerdotessa d'Apol·lo.
Les dones de Lemnos no havien fet sacrificis a Afrodita durant uns quants anys. La deessa, plena de còlera, les va induir a matar els seus marits i a tots els homes per castigar les infidelitats que havien comès amb dones tràcies. Quan els argonautes van arribar a l'illa, Polixo va aconsellar a la reina Hipsípile que els donés un bon acolliment a fi d'assegurar la continuïtat de la població amb les seues estirps heroiques.